# Pink Friday
Pink Friday là album phòng thu đầu tay của rapper người Trinidad và Tobago Nicki Minaj, phát hành ngày 23 tháng 11 năm 2010 bởi Cash Money Records, Young Money Entertainment và Universal Motown Records. Minaj bắt đầu sự nghiệp rap chuyên nghiệp vào đầu thập niên 2000 và được chú ý với ba mixtape phát hành từ năm 2007 đến năm 2009. Cô liên tục được nhiều hãng đĩa lớn quan tâm để phát triển sự nghiệp âm nhạc đại chúng, trước khi quyết định ký hợp đồng thu âm nhiều album với Young Money Entertainment của Lil Wayne vào tháng 8 năm 2009. Pink Friday là một bản thu âm hip hop, R&B và pop kết hợp với âm hưởng từ nhạc điện tử, trong đó nữ rapper hợp tác với nhiều nhà sản xuất khác nhau, bao gồm Bangladesh, Blackout Movement, J. R. Rotem, Pop & Oak, Swizz Beatz, T-Minus và will.i.am. Sau khi xuất hiện liên tục trong những đĩa đơn của nhiều nghệ sĩ khác, đĩa nhạc cũng có sự tham gia góp giọng của một số tên tuổi nổi bật, như Eminem, Rihanna, Drake, Kanye West và Natasha Bedingfield.
Sau khi phát hành, Pink Friday đa phần nhận được những phản ứng tích cực từ các nhà phê bình âm nhạc, trong đó họ đánh giá cao giai điệu bắt tai và quan điểm về nữ giới trong ca từ của Minaj, mặc dù vấp phải một số ý kiến trái chiều về sự kết hợp R&B và pop của tác phẩm. Ngoài ra, đĩa nhạc cũng giúp cô nhận được ba đề cử giải Grammy tại lễ trao giải thường niên lần thứ 54, bao gồm Nghệ sĩ mới xuất sắc nhất và Album Rap xuất sắc nhất. Pink Friday cũng gặt hái những thành công đáng kể về mặt thương mại khi lọt vào top 20 ở một số quốc gia, bao gồm những thị trường lớn như Úc, Canada, Ireland, New Zealand và Vương quốc Anh. Album ra mắt ở vị trí thứ hai trên bảng xếp hạng Billboard 200 với 375,000 bản, trở thành album của rapper nữ có doanh số tuần đầu cao nhất thế kỷ 21 tại Hoa Kỳ. Đĩa nhạc sau đó đạt ngôi vị số một trong tuần thứ 11 phát hành, trở thành album quán quân đầu tiên của Minaj và được chứng nhận ba đĩa Bạch kim bởi Hiệp hội Công nghiệp Ghi âm Hoa Kỳ (RIAA).
Tám đĩa đơn đã được phát hành từ Pink Friday. "Your Love" được chọn làm đĩa đơn mở đường và đạt vị trí thứ 14 trên bảng xếp hạng Billboard Hot 100, đồng thời giúp Minaj lập thành tích là nghệ sĩ nữ đầu tiên (không qua hợp tác) đứng đầu bảng xếp hạng Hot Rap Songs kể từ năm 2002. Những đĩa đơn tiếp theo như "Check It Out", "Right Thru Me", "Moment 4 Life" và "Fly" đều lọt vào top 40 tại Hoa Kỳ, trong đó "Moment 4 Life" nhận được một đề cử giải Grammy ở hạng mục Trình diễn Rap xuất sắc nhất. Đĩa đơn thứ bảy "Super Bass" trở thành bản nhạc đột phá trong sự nghiệp của nữ rapper, vươn đến top 10 ở nhiều quốc gia trên toàn cầu. Để quảng bá album, Minaj trình diễn trên nhiều chương trình truyền hình và lễ trao giải lớn, như The Ellen DeGeneres Show,  Late Show with David Letterman, Saturday Night Live, giải thưởng Âm nhạc Mỹ năm 2011 và giải thưởng Âm nhạc Billboard năm 2011, cũng như thực hiện chuyến lưu diễn Pink Friday Tour (2011) với 44 đêm diễn và đi qua bốn châu lục.

## Danh sách bài hát
Thành phần thực hiện được trích từ ghi chú của Pink Friday.
| Pink Friday – Phiên bản tiêu chuẩn | Pink Friday – Phiên bản tiêu chuẩn              | Pink Friday – Phiên bản tiêu chuẩn                                     | Pink Friday – Phiên bản tiêu chuẩn | Pink Friday – Phiên bản tiêu chuẩn |
| STT                                | Nhan đề                                         | Sáng tác                                                               | Sản xuất                           | Thời lượng                         |
| ---------------------------------- | ----------------------------------------------- | ---------------------------------------------------------------------- | ---------------------------------- | ---------------------------------- |
| 1.                                 | "I'm the Best"                                  | Onika Maraj Daniel Johnson                                             | Kane Beatz                         | 3:37                               |
| 2.                                 | "Roman's Revenge" (hợp tác với Eminem)          | Maraj Marshall Mathers Kasseem Dean                                    | Swizz Beatz                        | 4:38                               |
| 3.                                 | "Did It On'em"                                  | Maraj Shondrae Crawford J. Ellington S. Samuels                        | Bangladesh                         | 3:32                               |
| 4.                                 | "Right Thru Me"                                 | Maraj Andrew Thielk Stephen Hacker J. Satriani                         | Drew Money                         | 3:56                               |
| 5.                                 | "Fly" (hợp tác với Rihanna)                     | Maraj Jonathan Rotem Kevin Hissink William Jordan C. Rishad            | J.R. Rotem Kevin Hissink           | 3:32                               |
| 6.                                 | "Save Me"                                       | Maraj Andrew Wansel Warren Felder                                      | Pop Wansel Oak Felder              | 3:05                               |
| 7.                                 | "Moment 4 Life" (hợp tác với Drake)             | Maraj Aubrey Graham Tyler Williams Nikhil Seetharam                    | T-Minus                            | 4:39                               |
| 8.                                 | "Check It Out" (với will.i.am)                  | Maraj William Adams Geoffrey Downes Trevor Horn Bruce Woolley J. Brown | will.i.am                          | 4:11                               |
| 9.                                 | "Blazin'" (hợp tác với Kanye West)              | Maraj Kanye West Brown Thielk Keith Forsey S. Schiff                   | Drew Money                         | 5:02                               |
| 10.                                | "Here I Am"                                     | Maraj Dean J. Williams Robbie Bronnimann                               | Swizz Beatz John B                 | 2:55                               |
| 11.                                | "Dear Old Nicki"                                | Maraj Johnson                                                          | Kane Beatz                         | 3:53                               |
| 12.                                | "Your Love"                                     | Maraj Wansel David Freeman Joseph Hughes Felder                        | Pop Wansel Oak Felder              | 4:05                               |
| 13.                                | "Last Chance" (hợp tác với Natasha Bedingfield) | Maraj Natasha Bedingfield Thielk                                       | Drew Money                         | 3:51                               |
| Tổng thời lượng:                   | Tổng thời lượng:                                | Tổng thời lượng:                                                       | Tổng thời lượng:                   | 50:46                              |

| Pink Friday – Phiên bản Super Bass tại Vương quốc Anh (bản nhạc bổ sung) | Pink Friday – Phiên bản Super Bass tại Vương quốc Anh (bản nhạc bổ sung) | Pink Friday – Phiên bản Super Bass tại Vương quốc Anh (bản nhạc bổ sung) | Pink Friday – Phiên bản Super Bass tại Vương quốc Anh (bản nhạc bổ sung) | Pink Friday – Phiên bản Super Bass tại Vương quốc Anh (bản nhạc bổ sung) |
| STT                                                                      | Nhan đề                                                                  | Sáng tác                                                                 | Sản xuất                                                                 | Thời lượng                                                               |
| ------------------------------------------------------------------------ | ------------------------------------------------------------------------ | ------------------------------------------------------------------------ | ------------------------------------------------------------------------ | ------------------------------------------------------------------------ |
| 14.                                                                      | "Girls Fall Like Dominoes"                                               | Maraj Rotem Cordell Furze                                                | J.R. Rotem                                                               | 3:44                                                                     |
| 15.                                                                      | "Super Bass"                                                             | Maraj Johnson Ester Dean                                                 | Kane Beatz                                                               | 3:20                                                                     |

| Pink Friday – Phiên bản cao cấp | Pink Friday – Phiên bản cao cấp | Pink Friday – Phiên bản cao cấp                                | Pink Friday – Phiên bản cao cấp | Pink Friday – Phiên bản cao cấp |
| STT                             | Nhan đề                         | Sáng tác                                                       | Sản xuất                        | Thời lượng                      |
| ------------------------------- | ------------------------------- | -------------------------------------------------------------- | ------------------------------- | ------------------------------- |
| 14.                             | "Super Bass"                    | Maraj Johnson E. Dean                                          | Kane Beatz                      | 3:20                            |
| 15.                             | "Blow Ya Mind"                  | Maraj Samuels Winston Thomas Danny Schofield Larry Nacht [ 4 ] | Blackout                        | 3:41                            |
| 16.                             | "Muny"                          | Maraj Wansel Felder Joel Geddis Makeba Riddick [ 5 ]           | Pop Wansel Oak Felder           | 3:47                            |

| Pink Friday – Phiên bản nhạc số cao cấp đặc biệt (bản nhạc bổ sung) | Pink Friday – Phiên bản nhạc số cao cấp đặc biệt (bản nhạc bổ sung) | Pink Friday – Phiên bản nhạc số cao cấp đặc biệt (bản nhạc bổ sung)                       | Pink Friday – Phiên bản nhạc số cao cấp đặc biệt (bản nhạc bổ sung) | Pink Friday – Phiên bản nhạc số cao cấp đặc biệt (bản nhạc bổ sung) |
| STT                                                                 | Nhan đề                                                             | Sáng tác                                                                                  | Sản xuất                                                            | Thời lượng                                                          |
| ------------------------------------------------------------------- | ------------------------------------------------------------------- | ----------------------------------------------------------------------------------------- | ------------------------------------------------------------------- | ------------------------------------------------------------------- |
| 17.                                                                 | "Girls Fall Like Dominoes"                                          | Maraj Rotem Robbie Furze Millo Cordell Cleveland Browne Greville Gordon Wylcliffe Johnson | J.R. Rotem                                                          | 3:44                                                                |
| 18.                                                                 | "Roman's Revenge" (hợp tác với Lil Wayne)                           | Maraj Carter, Jr. Dean Smith                                                              | Swizz Beatz                                                         | 3:50                                                                |
| Tổng thời lượng:                                                    | Tổng thời lượng:                                                    | Tổng thời lượng:                                                                          | Tổng thời lượng:                                                    | 69:00                                                               |

| Pink Friday – Phiên bản nhạc số quốc tế giới hạn (bản nhạc bổ sung) | Pink Friday – Phiên bản nhạc số quốc tế giới hạn (bản nhạc bổ sung) | Pink Friday – Phiên bản nhạc số quốc tế giới hạn (bản nhạc bổ sung) | Pink Friday – Phiên bản nhạc số quốc tế giới hạn (bản nhạc bổ sung) | Pink Friday – Phiên bản nhạc số quốc tế giới hạn (bản nhạc bổ sung) |
| STT                                                                 | Nhan đề                                                             | Sáng tác                                                            | Sản xuất                                                            | Thời lượng                                                          |
| ------------------------------------------------------------------- | ------------------------------------------------------------------- | ------------------------------------------------------------------- | ------------------------------------------------------------------- | ------------------------------------------------------------------- |
| 17.                                                                 | "Girls Fall Like Dominoes"                                          | Maraj Rotem Cordell Furze                                           | J.R. Rotem                                                          | 3:44                                                                |
| 18.                                                                 | "Catch Me"                                                          | Maraj Dean                                                          | Swizz Beatz                                                         | 3:56                                                                |
| 19.                                                                 | "Wave Ya Hand"                                                      | Maraj Dean                                                          | Swizz Beatz                                                         | 3:00                                                                |
| 20.                                                                 | "Roman's Revenge" (hợp tác với Lil Wayne)                           | Maraj Carter, Jr. Dean Smith                                        | Swizz Beatz                                                         | 3:50                                                                |
| Tổng thời lượng:                                                    | Tổng thời lượng:                                                    | Tổng thời lượng:                                                    | Tổng thời lượng:                                                    | 76:12                                                               |

| Pink Friday – Phiên bản tại Best Buy Hoa Kỳ và vật lý cao cấp quốc tế (bản nhạc bổ sung) | Pink Friday – Phiên bản tại Best Buy Hoa Kỳ và vật lý cao cấp quốc tế (bản nhạc bổ sung) | Pink Friday – Phiên bản tại Best Buy Hoa Kỳ và vật lý cao cấp quốc tế (bản nhạc bổ sung) | Pink Friday – Phiên bản tại Best Buy Hoa Kỳ và vật lý cao cấp quốc tế (bản nhạc bổ sung) | Pink Friday – Phiên bản tại Best Buy Hoa Kỳ và vật lý cao cấp quốc tế (bản nhạc bổ sung) |
| STT                                                                                      | Nhan đề                                                                                  | Sáng tác                                                                                 | Sản xuất                                                                                 | Thời lượng                                                                               |
| ---------------------------------------------------------------------------------------- | ---------------------------------------------------------------------------------------- | ---------------------------------------------------------------------------------------- | ---------------------------------------------------------------------------------------- | ---------------------------------------------------------------------------------------- |
| 17.                                                                                      | "Wave Ya Hand"                                                                           | Maraj Dean                                                                               | Swizz Beatz                                                                              | 3:00                                                                                     |
| 18.                                                                                      | "Catch Me"                                                                               | Maraj Dean                                                                               | Swizz Beatz                                                                              | 3:56                                                                                     |

| Pink Friday – Phiên bản cao cấp tại New Zealand (bản nhạc bổ sung) | Pink Friday – Phiên bản cao cấp tại New Zealand (bản nhạc bổ sung) | Pink Friday – Phiên bản cao cấp tại New Zealand (bản nhạc bổ sung) | Pink Friday – Phiên bản cao cấp tại New Zealand (bản nhạc bổ sung) | Pink Friday – Phiên bản cao cấp tại New Zealand (bản nhạc bổ sung) |
| STT                                                                | Nhan đề                                                            | Sáng tác                                                           | Sản xuất                                                           | Thời lượng                                                         |
| ------------------------------------------------------------------ | ------------------------------------------------------------------ | ------------------------------------------------------------------ | ------------------------------------------------------------------ | ------------------------------------------------------------------ |
| 19.                                                                | "Girls Fall Like Dominoes"                                         | Maraj Rotem Cordell Furze                                          | J.R. Rotem                                                         | 3:44                                                               |

| Pink Friday – Phiên bản cao cấp tại Nhật Bản (bản nhạc bổ sung) | Pink Friday – Phiên bản cao cấp tại Nhật Bản (bản nhạc bổ sung) | Pink Friday – Phiên bản cao cấp tại Nhật Bản (bản nhạc bổ sung)                                                 | Pink Friday – Phiên bản cao cấp tại Nhật Bản (bản nhạc bổ sung) | Pink Friday – Phiên bản cao cấp tại Nhật Bản (bản nhạc bổ sung) |
| STT                                                             | Nhan đề                                                         | Sáng tác | Sản xuất                                                        | Thời lượng                                                      |
| --------------------------------------------------------------- | --------------------------------------------------------------- | --- | --------------------------------------------------------------- | --------------------------------------------------------------- |
| 20.                                                             | "BedRock" (thể hiện bởi Young Money hợp tác với Lloyd)          | Dwayne Carter, Jr. Carl "Gudda Gudda" Lilly Graham Maraj Michael Stevenson Jarvis Mills Lucas Bogg Sean Garrett | Kane Beatz                                                      | 4:48                                                            |

| Pink Friday – Phiên bản Complete năm 2020 (bản nhạc bổ sung) | Pink Friday – Phiên bản Complete năm 2020 (bản nhạc bổ sung) | Pink Friday – Phiên bản Complete năm 2020 (bản nhạc bổ sung) | Pink Friday – Phiên bản Complete năm 2020 (bản nhạc bổ sung) | Pink Friday – Phiên bản Complete năm 2020 (bản nhạc bổ sung) |
| STT                                                          | Nhan đề                                                      | Sáng tác                                                     | Sản xuất                                                     | Thời lượng                                                   |
| ------------------------------------------------------------ | ------------------------------------------------------------ | ------------------------------------------------------------ | ------------------------------------------------------------ | ------------------------------------------------------------ |
| 21.                                                          | "Roman's Revenge" (hợp tác với Lil Wayne)                    | Maraj Carter, Jr. Dean Smith                                 | Swizz Beatz                                                  | 3:50                                                         |
| Tổng thời lượng:                                             | Tổng thời lượng:                                             | Tổng thời lượng:                                             | Tổng thời lượng:                                             | 81:00                                                        |

Ghi chú nhạc mẫu
- "Check It Out" chứa đoạn nhạc mẫu "Video Killed the Radio Star" thể hiện bởi The Buggles, và một phần nhạc mẫu "Think (About It)" sáng tác bởi James Brown, thể hiện bởi Lyn Collins.
- "Blazin" chứa đoạn nhạc mẫu "Don't You (Forget About Me)", sáng tác bởi Keith Forsey và Steve Schiff, thể hiện bởi Simple Minds.
- "Here I Am" chứa đoạn nhạc mẫu "Red Sky" của John B và Shaz Sparks.
- "Your Love" chứa đoạn nhạc mẫu "No More I Love You's" của Annie Lennox.
- "Girls Fall Like Dominoes" chứa đoạn nhạc mẫu "Dominos" sáng tác bởi The Big Pink, và một phần của "Trailar Load a Girls" sáng tác bởi Cleveland Browne, Greville Gordon và Whycliffe Johnson.

## Xếp hạng
| Bảng xếp hạng (2010–2012)                | Vị trí cao nhất |
| ---------------------------------------- | --------------- |
| Album Úc (ARIA)                          | 19              |
| Album Úc Urban (ARIA)                    | 5               |
| Album Bỉ (Ultratop Vlaanderen)           | 81              |
| Album Bỉ (Ultratop Wallonie)             | 100             |
| Album Canada (Billboard)                 | 8               |
| Album Pháp (SNEP)                        | 116             |
| Album Ireland (IRMA)                     | 17              |
| Album Hàn Quốc (Circle)                  | 110             |
| Album New Zealand (RMNZ)                 | 15              |
| Album Scotland (OCC)                     | 22              |
| Album Tây Ban Nha (PROMUSICAE)           | 94              |
| Album Anh Quốc (OCC)                     | 16              |
| Album Anh Quốc R&B (OCC)                 | 4               |
| Album Hoa Kỳ Billboard 200               | 1               |
| Album Hoa Kỳ Top R&B/Hip-Hop (Billboard) | 1               |

| Bảng xếp hạng (2011)                      | Vị trí |
| ----------------------------------------- | ------ |
| Album Úc (ARIA)                           | 82     |
| Album Úc Urban (ARIA)                     | 17     |
| Album Canada (Billboard)                  | 28     |
| Album Anh Quốc (OCC)                      | 61     |
| Hoa Kỳ Billboard 200                      | 7      |
| Hoa Kỳ Top R&B/Hip-Hop Albums (Billboard) | 2      |
| Bảng xếp hạng (2012)                      | Vị trí |
| Album Úc Urban (ARIA)                     | 31     |
| Album Anh Quốc (OCC)                      | 94     |
| Hoa Kỳ Billboard 200                      | 152    |
| Hoa Kỳ Top R&B/Hip-Hop Albums (Billboard) | 32     |

| Bảng xếp hạng (2010–2019) | Vị trí |
| ------------------------- | ------ |
| US Billboard 200          | 86     |

## Chứng nhận
| Quốc gia                                                                                              | Chứng nhận  | Số đơn vị/doanh số chứng nhận |
| --- | ----------- | ----------------------------- |
| Úc (ARIA)                                                                                             | Bạch kim    | 70.000^                       |
| New Zealand (RMNZ)                                                                                    | 2× Bạch kim | 30.000‡                       |
| Anh Quốc (BPI)                                                                                        | Bạch kim    | 282,000                       |
| Hoa Kỳ (RIAA)                                                                                         | 3× Bạch kim | 3.000.000‡                    |
| ^ Chứng nhận dựa theo doanh số nhập hàng. ‡ Chứng nhận dựa theo doanh số tiêu thụ và phát trực tuyến. |             |                               |